# Carl Anton Piper

Carl Anton Piper

Carl Anton Piper (* 15. Februar 1874 in Neubrandenburg; † 22. Januar 1938 in Frankfurt am Main) war ein deutscher Schriftsteller, Journalist und Politiker (DVP).

## Leben und Wirken
Carl Anton Piper wurde als Sohn des Juristen und Landgerichtspräsidenten Carl (Wilhelm Albert) Piper (1837–1919) und dessen Frau Margarethe, geb. Siemerling (* 1852), Tochter des Apothekers und Kommerzienrates Viktor Siemerling, geboren. Seine ältere Schwester Else (* 1872), war mit dem Arzt und Politiker Friedrich Wilda verheiratet. Otto Piper (1882–1946) war sein jüngerer Bruder.
Nach dem Besuch der Volksschule, des Gymnasium Carolinum in Neustrelitz und des Gymnasiums in Neubrandenburg, wo er Ostern 1893 das Abitur bestand, studierte Piper Rechtswissenschaften und Volkswirtschaft in Freiburg im Breisgau und München, später Geschichte und Literatur in München. 1898 promovierte er zum Dr. phil. Anschließend verdiente er seinen Lebensunterhalt als Tagesschriftsteller. Diesen Beruf übte er erst in Berlin beim Scherl Verlag, später in Stuttgart bei der Deutschen Verlagsanstalt aus. Später ging Piper kurzzeitig als Korrespondent für deutsche Zeitungen nach London und Paris, dann, ab 1909, erneut, und diesmal für einige Jahre, als Korrespondent nach England. Nach seiner Rückkehr wurde er in Hamburg Mitglied der Redaktion der Hamburger Nachrichten. Politisch gehörte er zu dieser Zeit den Nationalliberalen an.

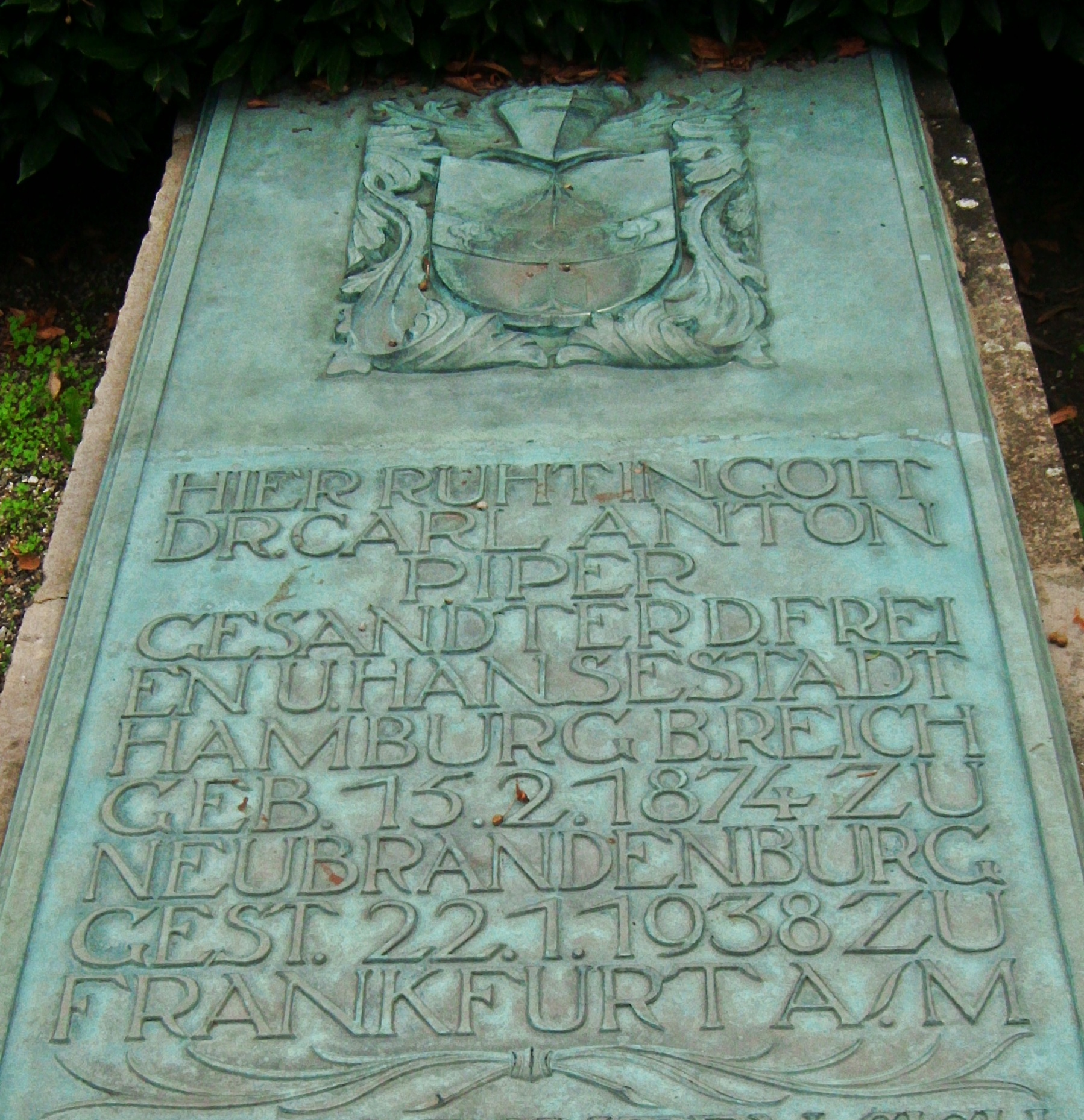
Grabplatte auf dem Friedhof Deidesheim

Nach dem Krieg trat Piper in die Deutsche Volkspartei (DVP) ein, für die er im Juni 1920 in den ersten Reichstag der Weimarer Republik gewählt wurde. Nach seinem Ausscheiden aus dem Parlament, dem er bis zur Wahl vom Mai 1924 als Vertreter des Wahlkreises 7 (Mecklenburg) angehörte, saß Piper von 1924 bis 1930 in der Hamburger Bürgerschaft. Von 1930 bis zum März 1933 amtierte Piper als hamburgischer Gesandter in Berlin und als stellvertretender Bevollmächtigter zum Reichsrat. Er wurde direkt nach der Machtergreifung der Nationalsozialisten in Hamburg am 5. März 1933 entlassen und zog mit seiner Frau Frida auf das schwiegerelterliche Weingut Reichsrat von Buhl nach Deidesheim.

## Schriften
- Beiträge zum Studium Grabbes, München 1898. (Dissertation)
- Der Burschenschafter, 1903.
- Architekt Hermann Distel, Berlin 1929.